# Морские наездники
«Моряки» — документальный кинофильм режиссёра Стэнли Кубрика 1953 года. Этот документальный фильм повествует о выгодах вступления в международный профсоюз моряков.
Это третий фильм Стэнли Кубрика. Он был снят для Международного профсоюза моряков в июне 1953 года. Это первый опыт Кубрика в цветном кинематографе. Для съёмок он предоставил собственное оборудование и использовал работников журнала «Seafarer’s Log» в качестве своей команды.
В некоторых сценах, например, в сцене в кафетерии, можно увидеть использование ходов, которые в будущем станут частью фирменного стиля Стэнли Кубрика. Кадр, снятый движущейся камерой, который не раз будет встречаться в последующих фильмах режиссёра, в данном случае выразительно показывает быт сообщества мореплавателей.
Фактически, это не столько документальный фильм, сколько агитационный, он служил для привлечения моряков в профсоюз. Позже он был выпущен на видео для особо любопытных фанатов режиссёра. Вероятно, Стэнли Кубрик взялся за эту работу, чтобы найти деньги на свой первый полнометражный фильм, «Страх и вожделение» (1953), который был выпущен в том же году.
В 1973 году киновед Френк П. Томасуло (Frank P. Tomasulo) обнаружил копию фильма на 16-мм плёнке и передал её на постоянное хранение в киноархив Конгресса.

## В ролях
- Дон Холленбек